# ایسرنیا
ایسرنیا (به لاتین: Aesernia) و به نوشته پلینیوس و دیگر نویسندگان Eserninus، شهری در مرکز ایتالیا در منطقه مولیز و پایتخت استان ایسرنیا است.